# عبد الأمير (اسم)
عبد الأمير اسم عربي شيعي، متكون من كلمة عبد وكلمة الأمير.